# 사이러스 맥코믹
사이러스 홀 맥코믹(영어: Cyrus Hall McCormick, 1809년 2월 15일~ 1884년 5월 13일)은 미국의 발명가이자 맥코믹 하비스팅 머신 컴퍼니(McCormick Harvesting Machine Company)의 설립자로 이 회사는 1902년 국제 하비스터 컴퍼니의 일부가 되었다. 버지니아의 블루 릿지 산맥에서, 그와 가족들은 시카고의 유명한 주민이 되었다.
비록 맥코믹이 수확기의 발명가로 불리지만, 그는 다른 많은 사람들의 작품을 근거로 했다. 스코틀랜드의 로만과 다른 미국인들, 수십년 간에 걸친 그의 부친의 노력, 그들이 데리고 있었던 노예 조 앤더슨의 도움 등 많은 노력이 있었다. 사이러스는 이 발명품에 대한 특허권을 신청했고, 그의 성취는 회사의 발전과 마케팅과 판매력으로 나타났다.
미국장로교(PCUSA) 소속 맥코믹 신학교의 이름이 사이러스 홀 맥코믹에서 왔다. 그는 이 학교의 이사였다.

## 생애
사이러스 맥코믹은 버지니아주의 셰넌도어 계곡에서 1809년 2월 15일에 태어났다. 그는 8명의 자녀 중 맏이로 아버지는 로버트 맥코믹 주니어이고, 어머니는 매리 앤 폴리 홀이었다. 아버지 맥코믹은 기계 수확기 설계에 대한 잠재력을 보았으며, 그는 그것을 자신의 발명품으로 특허 신청했다. 그는 곡물을 수확하는 말이 끄는 기계 수확기로 28년 동안 일을 했지만, 믿을 만한 상품을 생산할 수 없었다.
그 프로젝트를 사이러스가 맡았다. 그는 당시 농장에서 데리고 있던 노예 조 앤더슨의 도움을 받았다. 스코틀랜드의 패트릭 벨의 설계에 기반한 여러 기계들(당시에는 특허를 받지 않았던)이 당시 미국에서 사용되고 있었다. 벨의 기계들은 말이 끌게 되어 있었다. 맥코믹의 기계도 말이 끌어서, 한쪽으로 곡물을 베도록 되어 있었다.
사이러스 맥코믹은 1831년 버지니아의 스틸스 태번 마을 근처에서 기계적 수확을 최초로 실험하고 있었다. 그는 18개월 지나서 최종 모델을 개발하도록 요구를 받았다. 맥코믹은 1834년 6월 21일 특허를 승인받았다.
다양한 환경 조건에 적용하기 쉽지 않았기 때문에, 판매는 이뤄지지 않았다. 맥코믹 가족은 금속 제련 사업을 시작했다. 1837년 경제 위기로 동업자가 손을 떼자, 가족들을 거의 파산에 지경에 빠졌다. 1389년에 맥코믹은 보다 대중적인 수확기 시범을 보였지만, 지역 농부들은 여전히 그 기계를 믿지 못했다. 1840년이 되어서야 겨우 한 대를 판매했지만, 1841년에는 아예 팔지도 못했다.
맥페트리치가 만든 그의 아버지 기계를 최초의 구매한 고객의 보증으로, 맥코믹은 계속 설계 개선을 시도했다. 마침내 1842년에 7대를, 1843년에 29대를, 그리고 1844년에는 50개를 판매할 수 있었다. 이것들은 가족의 농장 가계에서 모두 수작업으로 제작되었다. 그는 개선된 수확기로 1845년 1월 31일에 두 번째 특허를 받았다.

## 같이 보기
맥코믹 신학교